# Maiya Gurbanberdiyeva
Maiya Gurbanberdiyeva (en ruso: Майя Гурбанбердиева; Moscú, 9 de febrero de 1999) es una deportista rusa que compite en natación sincronizada.
Ganó tres medallas de oro en el Campeonato Mundial de Natación, en los años 2019 y 2025, y tres medallas de oro en el Campeonato Europeo de Natación, en los años 2018 y 2021. En los Juegos Europeos de Bakú 2015 consiguió dos medallas de oro.

## Palmarés internacional
| Campeonato Mundial | Campeonato Mundial      | Campeonato Mundial | Campeonato Mundial |
| Año                | Lugar                   | Medalla            | Prueba             |
| ------------------ | ----------------------- | ------------------ | ------------------ |
| 2019               | Gwangju (Corea del Sur) | Medalla de oro     | Dúo técnico mixto  |
| 2019               | Gwangju (Corea del Sur) | Medalla de oro     | Dúo libre mixto    |
| 2025               | Singapur (Singapur)     | Medalla de oro     | Dúo técnico mixto  |
| Juegos Europeos    |                         |                    |                    |
| Año                | Lugar                   | Medalla            | Prueba             |
| 2015               | Bakú (Azerbaiyán)       | Medalla de oro     | Equipo             |
| 2015               | Bakú (Azerbaiyán)       | Medalla de oro     | Combinación libre  |
| Campeonato Europeo |                         |                    |                    |
| Año                | Lugar                   | Medalla            | Prueba             |
| 2018               | Glasgow (Reino Unido)   | Medalla de oro     | Dúo técnico mixto  |
| 2018               | Glasgow (Reino Unido)   | Medalla de oro     | Dúo libre mixto    |
| 2021               | Budapest (Hungría)      | Medalla de oro     | Dúo técnico mixto  |